# Burg Wartenstein (Pfäfers)
Die Ruinen der Burg Wartenstein stehen von weither sichtbar hoch über dem Rheintal auf einem steilen Felskopf südwestlich von Bad Ragaz an der Strasse zu Pfäfers im Kanton St. Gallen in der Schweiz. Die Ruine der Höhenburg ist von der Strasse aus in ein paar Minuten über einen Fussweg gut zu erreichen. Der Name leitet sich ab vom Wort Warte und bedeutet «Stein, von dem Ausschau gehalten wird».

## Geschichte

Ruine Wartenstein;
Blick ins Rheintal

Wartenstein wurde um 1206 im Auftrag von Konrad von Zwiefalten errichtet, dem Abt des Reichsklosters Pfäfers. Erstmals erwähnt wird die Burg 1208, als der spätere Kaiser Otto IV. die Schirmvogtei über die Klostergüter an Ritter Heinrich von Sax verpfändete. 1210 verpfändete er die Vogtei an Heinrich von Falkenstein. 1217 wird die Burg als domum, quam Wartenstain nominartunt erwähnt. 1257 kaufte Abt Rudolf III. von Bernang die Vogtei für 300 Mark Silber von den neuen Inhabern zurück, dem Reich und der Familie von Sax.
1261 wurden vom Kloster die Herren von Wildenberg als Klostervögte eingesetzt, die damals die Burg Freudenberg bei Bad Ragaz bewohnten. Im 14. Jahrhundert wurden die Grafen von Werdenberg-Heiligenberg Nachfolger der Wildenberger als Klostervögte. Deren Cousins, die Grafen von Werdenberg-Sargans, versprachen dem Abt, Wartenstein nicht zu schädigen oder gar an sich zu bringen.
1341 liess der Pfäferser Abt Hermann II. von Arbon die Burg umbauen und instand stellen. In der Festung wurde eine Kapelle errichtet, die heute allerdings nicht mehr lokalisiert werden kann. Um 1430 diente Wartenstein Abt Gerold von Eroltzheim als Residenz.

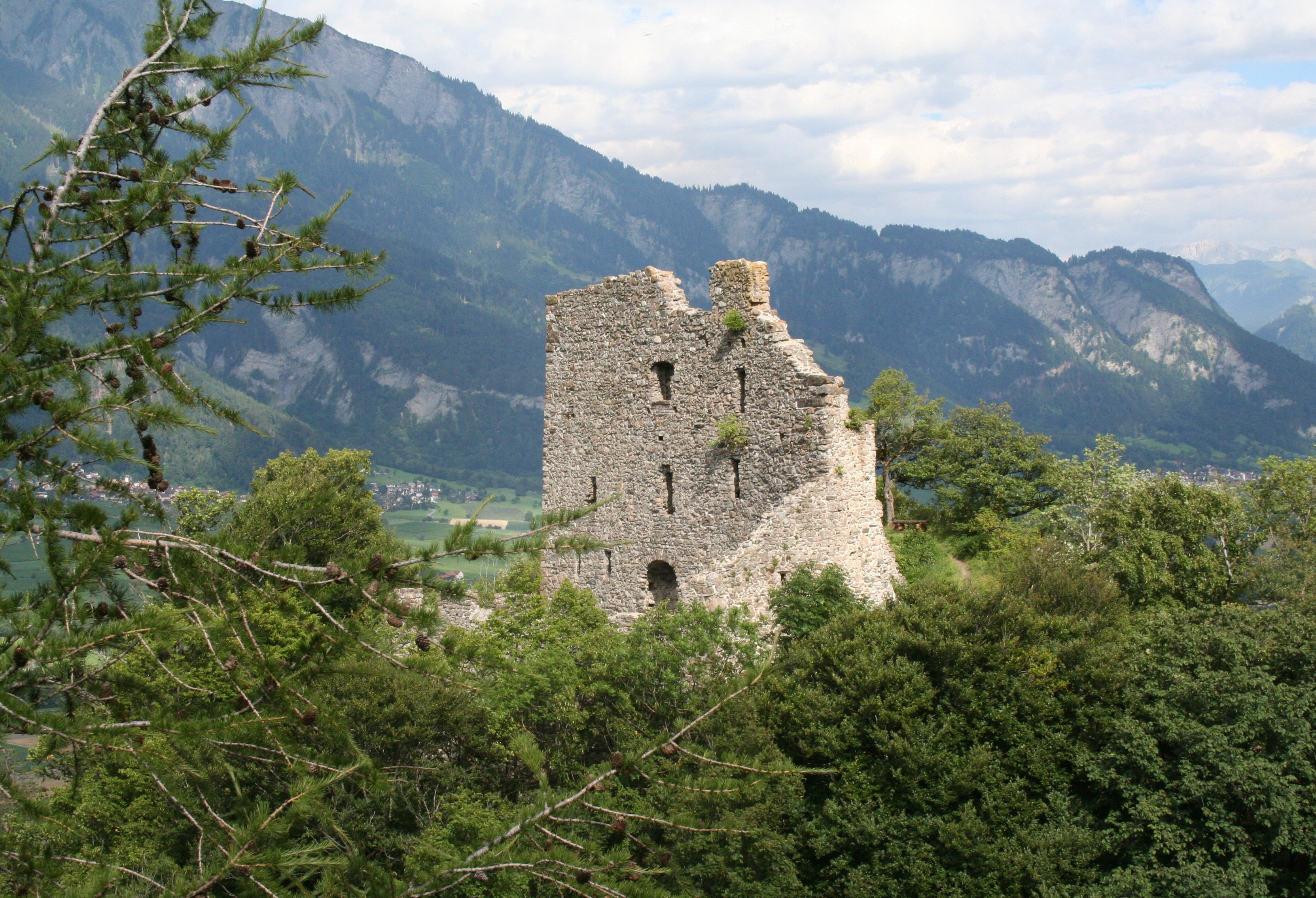
Wand des Wohnturms

1482 wurde Sargans Landvogteisitz der Eidgenossen, die auch die Schirmvogtei über das Kloster Pfäfers  und Wartenstein übernahmen. Im Schwabenkrieg wurde die Burg in einen kriegstüchtigen Zustand versetzt und diente den Eidgenossen als Stützpunkt. Nach dem Ende des Krieges wurde Wartenstein 1504 wieder der Abtei zurückgegeben. Unter Abt Wilhelm von Fulach wurde sie erneuert und mit Waffen ausgestattet. In der Reformationszeit liess der damalige Landvogt Aegidius Tschudi 1531 die Burg angesichts eines drohenden Klostersturms wieder besetzen.
Nach der Mitte des 16. Jahrhunderts beschreiben Quellen die Burg als baufällig. Die Abtei Pfäfers gab 1586 die wertlos gewordene Anlage auf und überliess sie den Anwohnern als Steinbruch. Nach dem Brand des Klosters 1665 liess Abt Bonifaz Tschupp die Burg zur Gewinnung von Baumaterial weitgehend abbrechen. 1838 wurde die alte Reichsabtei aufgelöst. Wartenstein ging in Staatsbesitz über und wurde dem Direktor der Kuranstalten in Bad Ragaz verpachtet. 1951 verhinderten Sicherungsarbeiten den fortschreitenden Zerfall. 1974 bis 1976 wurde die Kernburg und 1991 die ganze Anlage saniert.
Seit 1880 steht westlich der Ruine (an der Strasse nach Pfäfers) das Hotel Schloss Wartenstein.

## Anlage

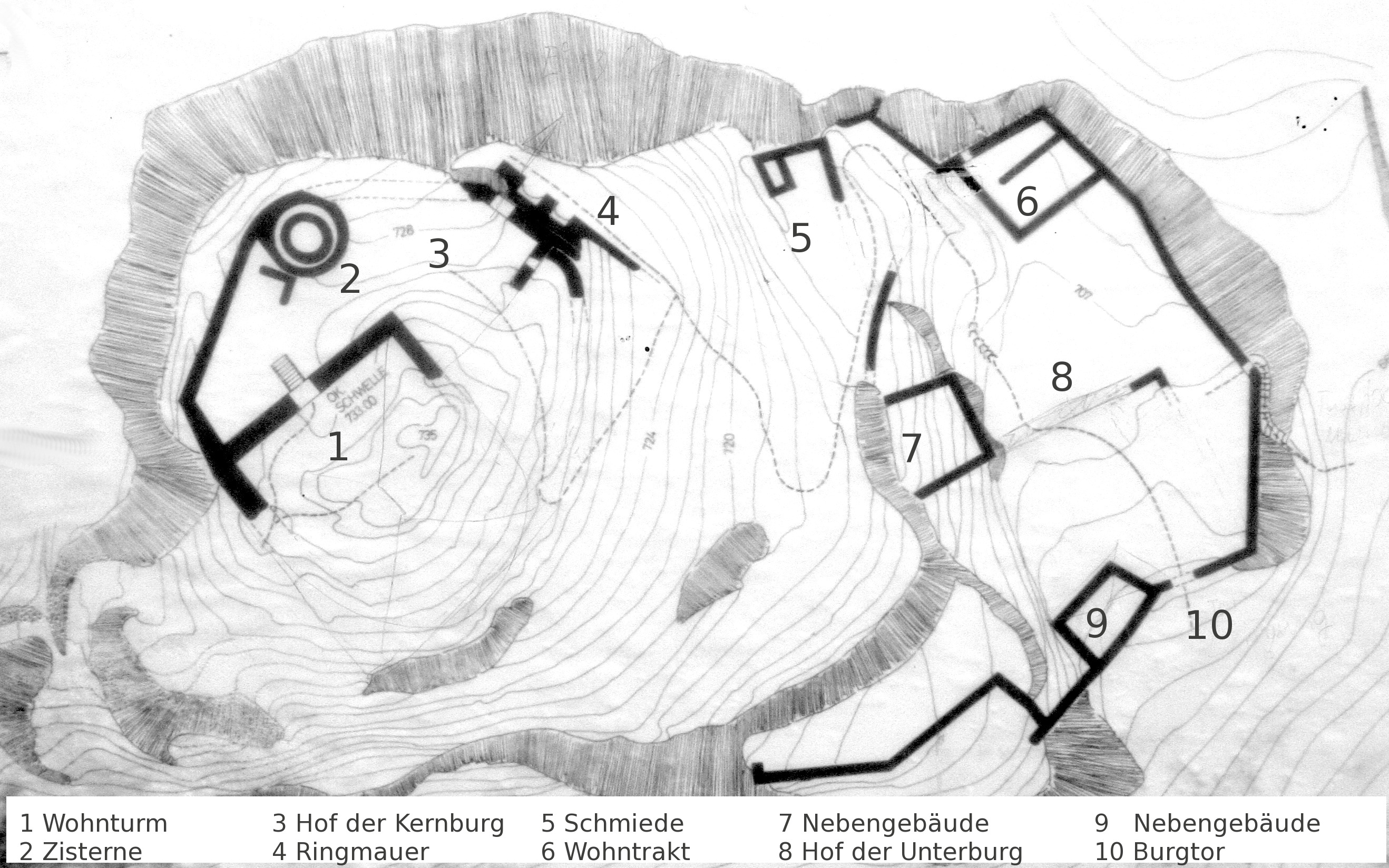
Plan der Anlage

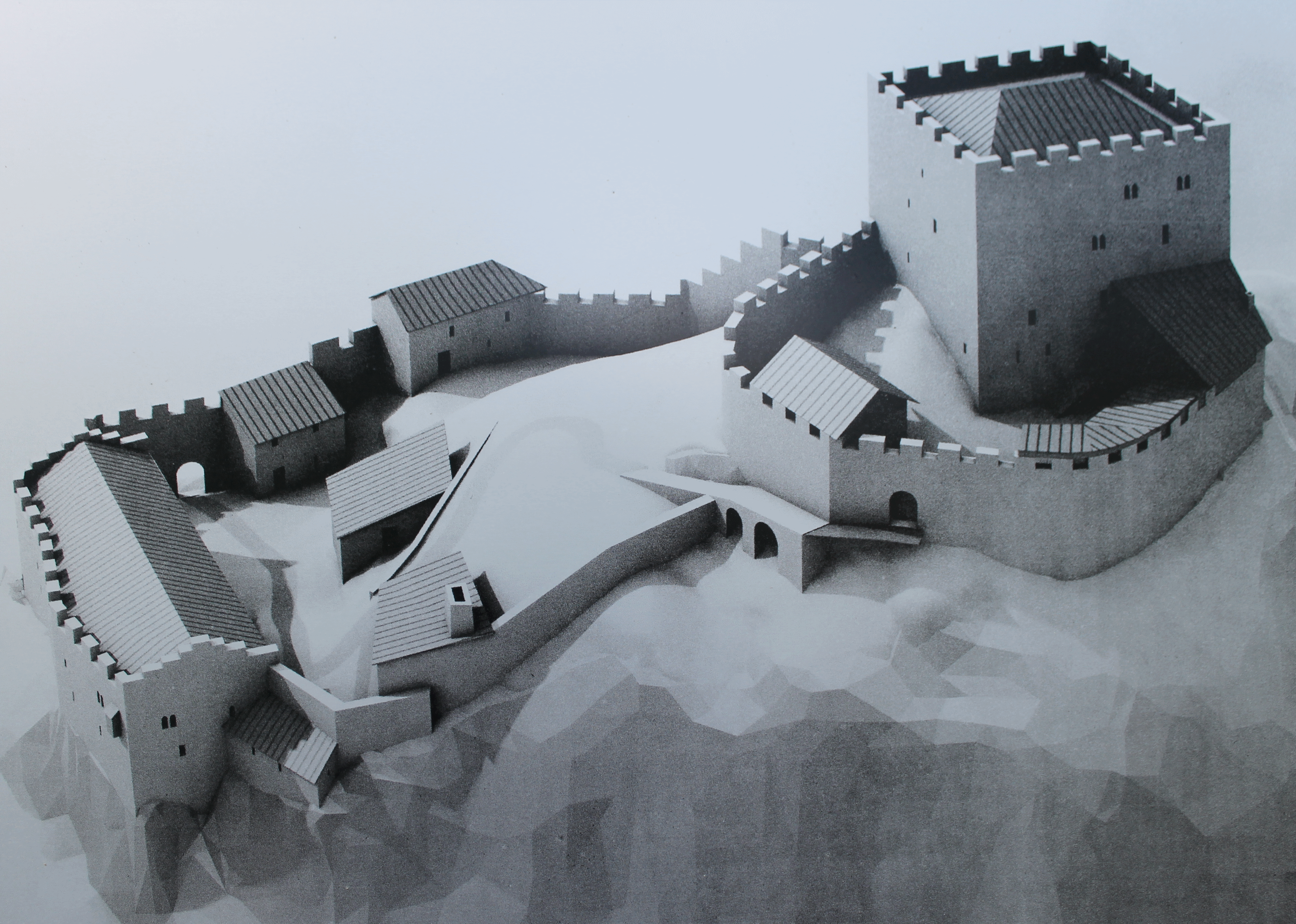
Rekonstruktion der Burganlage in der höchsten Ausbaustufe

Der mächtige vierstöckige Wohnturm der oberen Kernburg mit seinen zwei Meter dicken Grundmauern war der zentrale Bau der Anlage. Er war über einen Hocheingang zugänglich und ab dem zweiten Stockwerk wohnlich eingerichtet. Neben Fensternischen sind Spuren eines Rauchabzugs erkennbar.
In einer zweiten Bauphase in der Mitte des 14. Jahrhunderts wurden nördlich des Turms Wohn- und Wirtschaftsbauten errichtet. Sie wurden um 1400 wieder abgebrochen und wichen einem Zwinger mit Wehrmauer und einer Zisterne. Vom Zwinger sind noch drei Zinnen mit Balkenlöchern für den hölzernen Wehrgang erhalten. Damals wurde anstelle des alten Hocheinganges auch das Stichbogentor zum Turm ausgebrochen. In der jüngeren rund 50 Meter tiefer gelegenen Unterburg sind noch Spuren von mindestens fünf Gebäuden erkennbar.

## Bilder

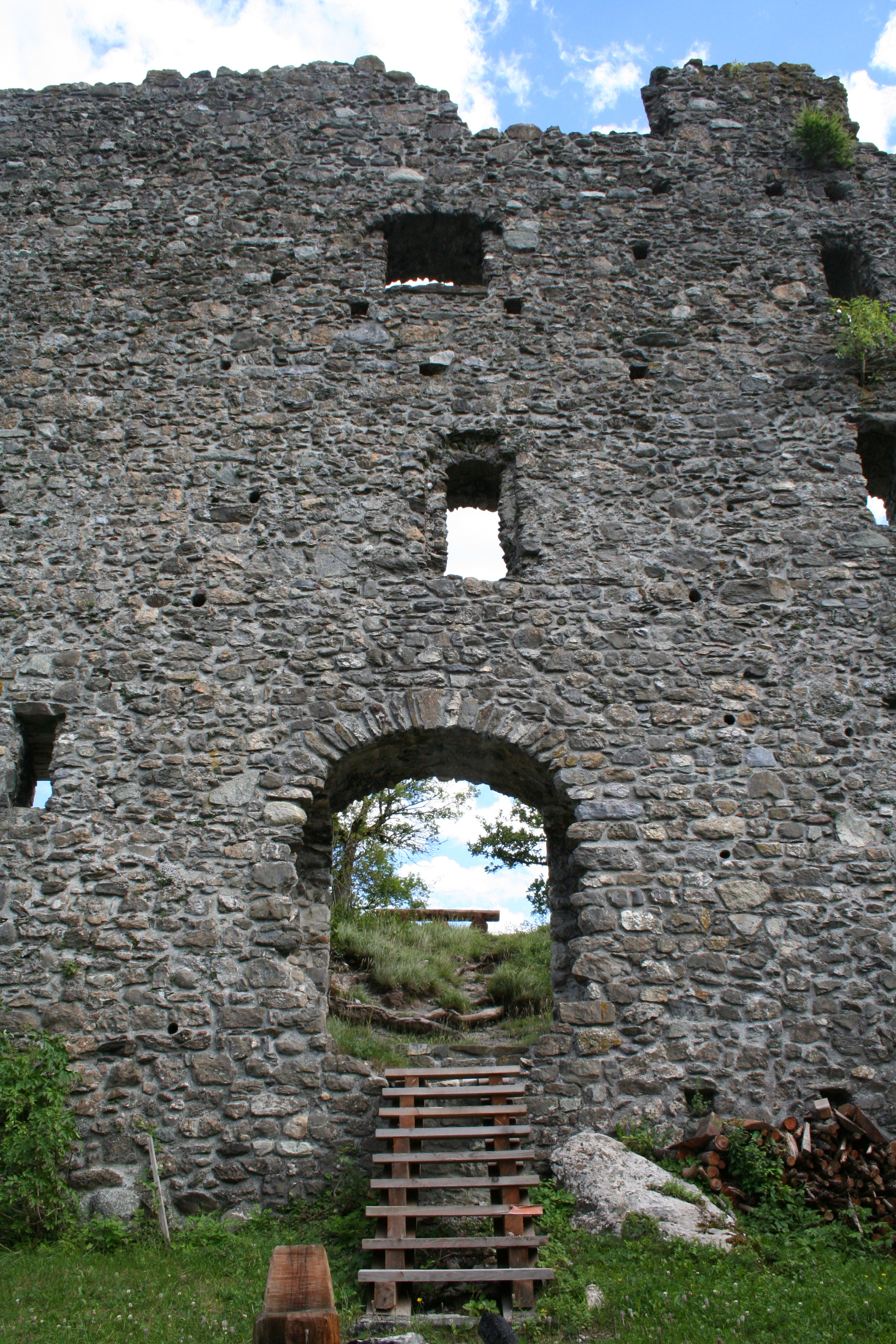
Treppe vom Wohnturm zum oberen Burghof
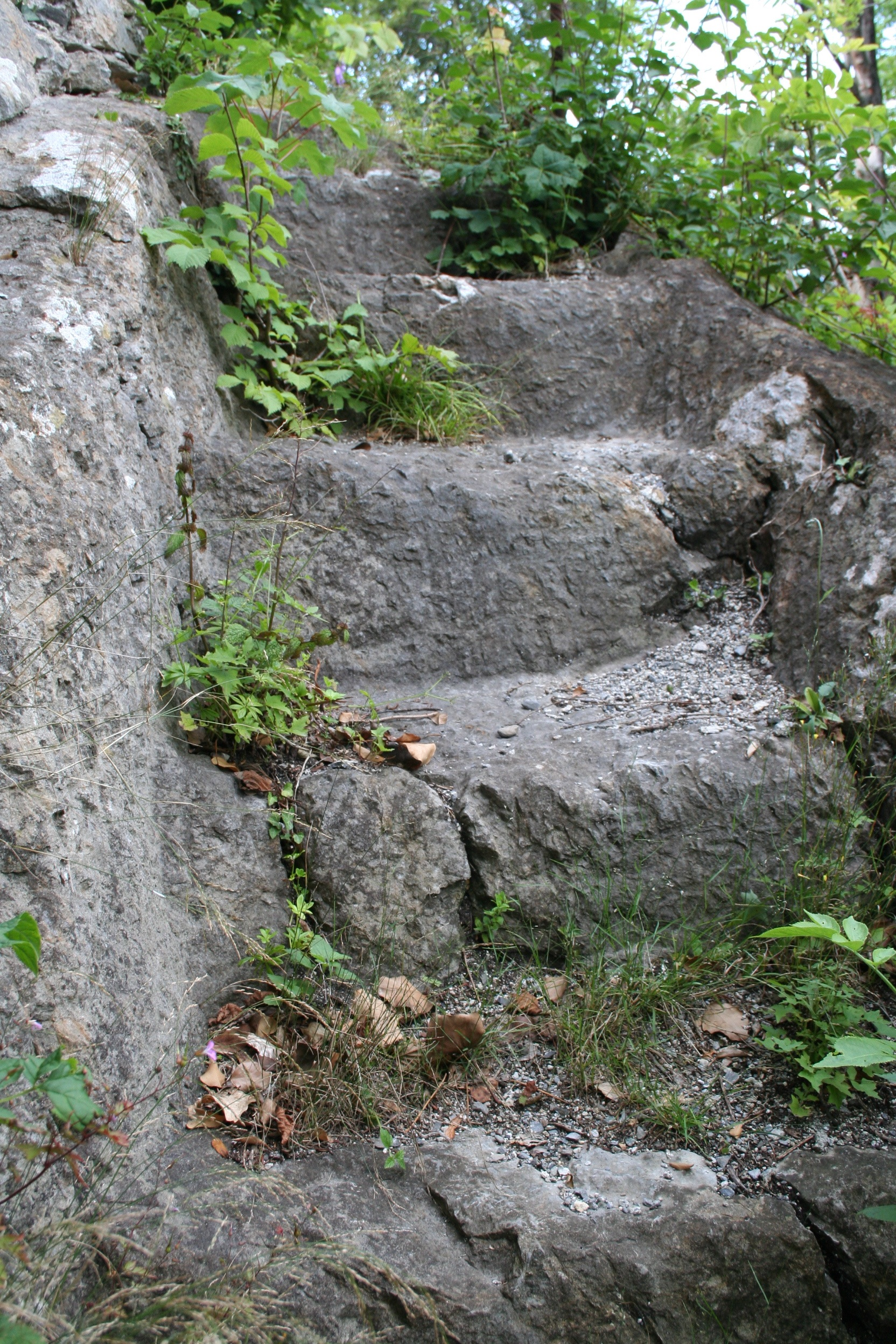
Stufen zur Unterburg
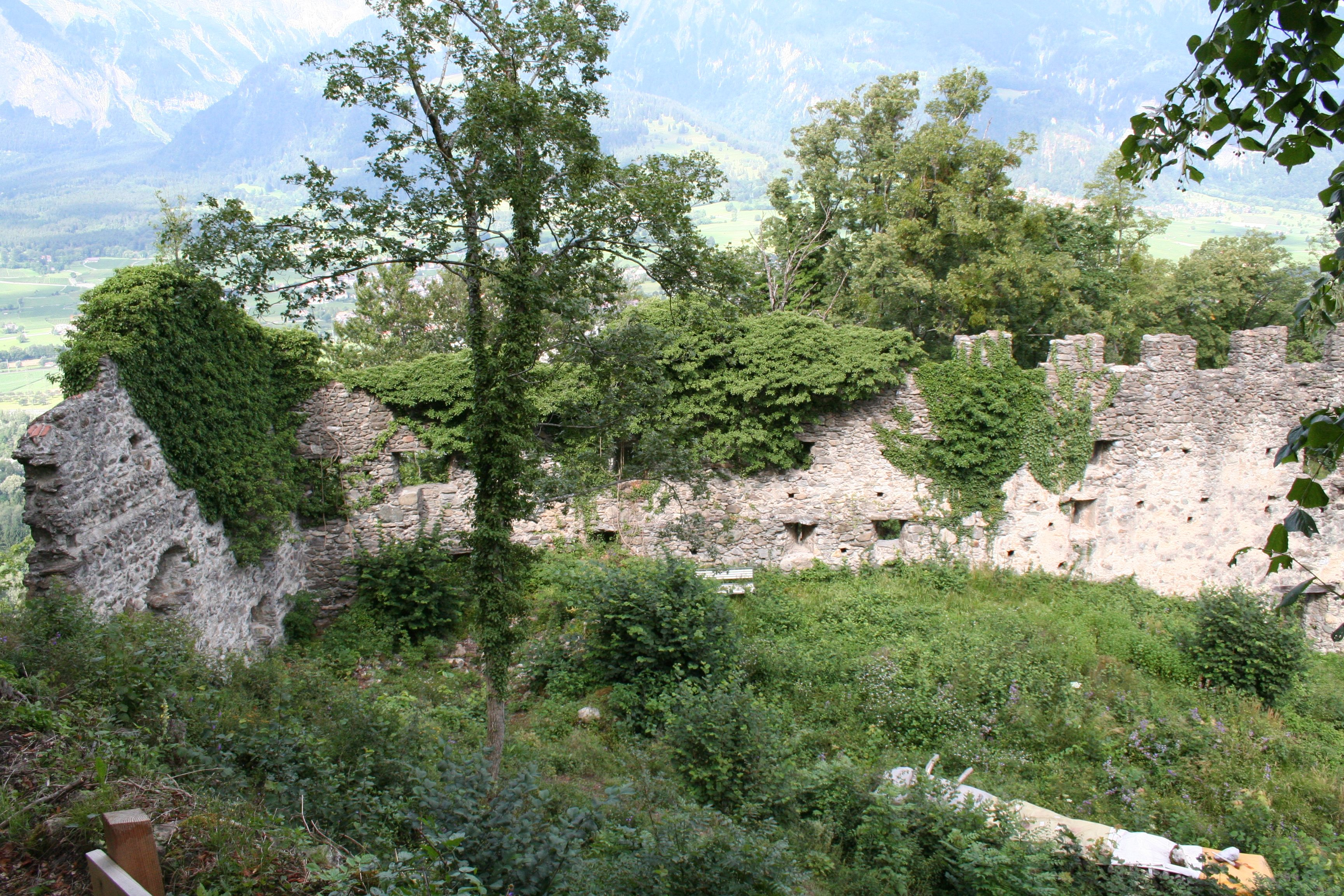
Unterburg
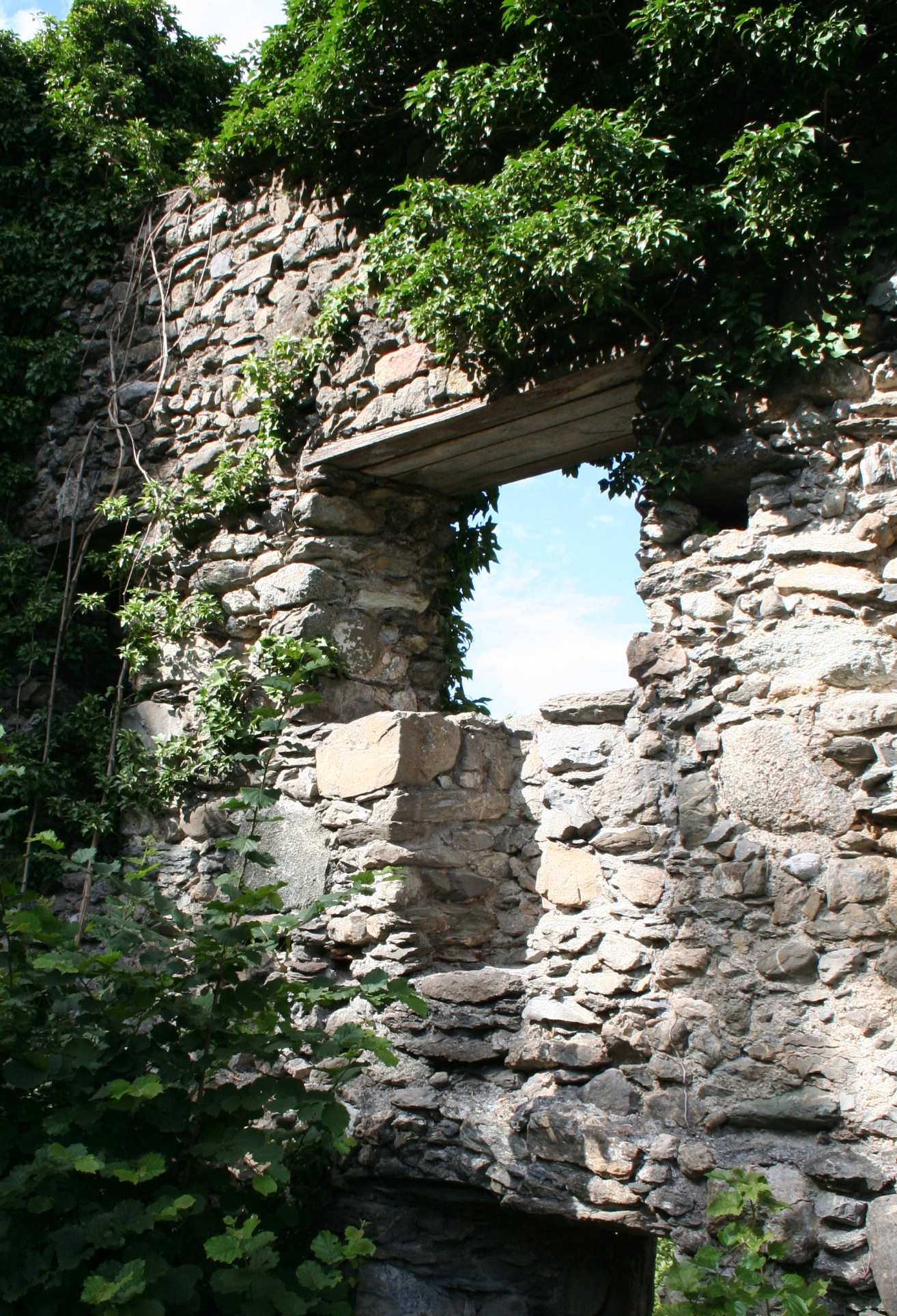
Fenster in der Unterburg
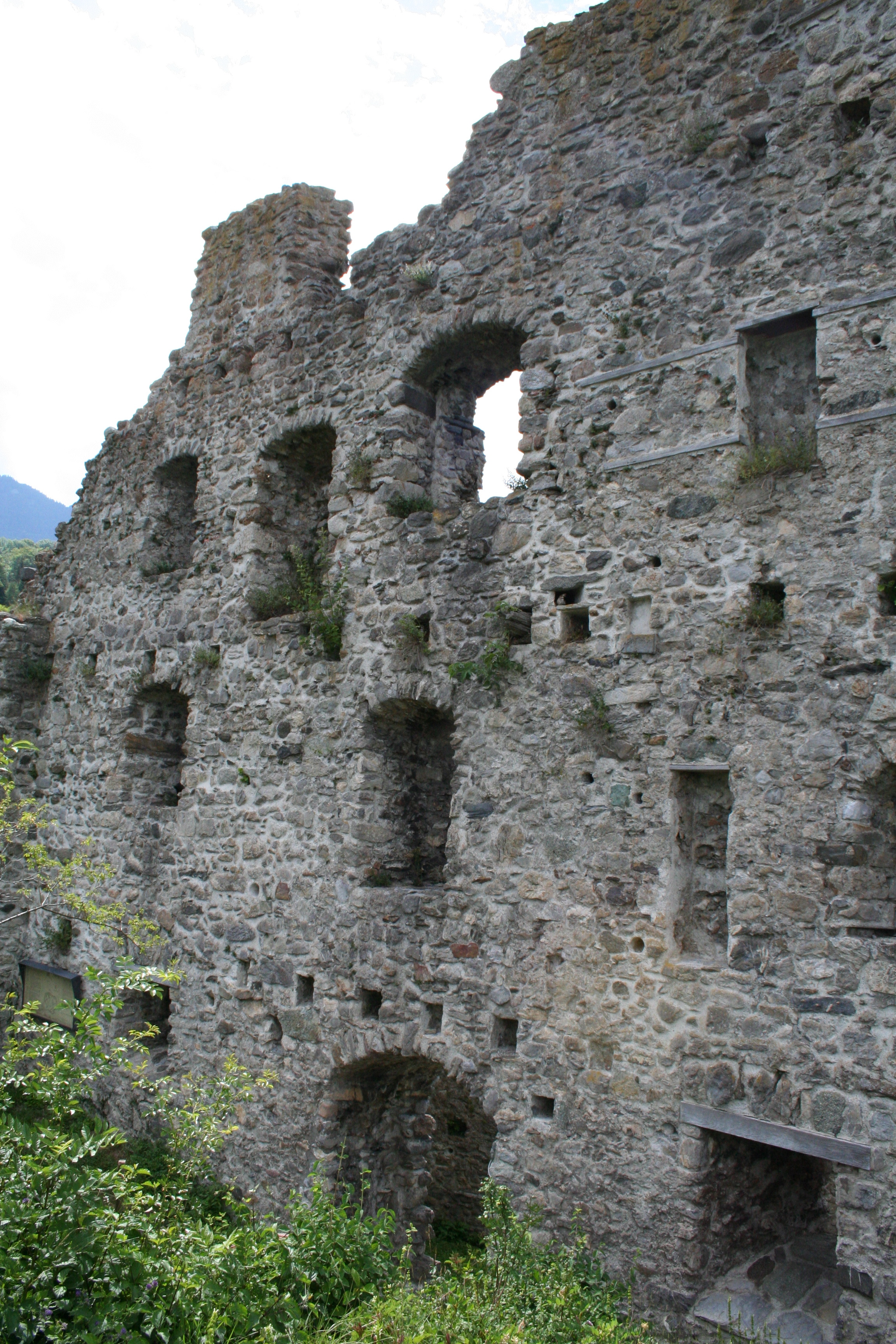
Innenwand des Wohnturms